# Jens Kröger

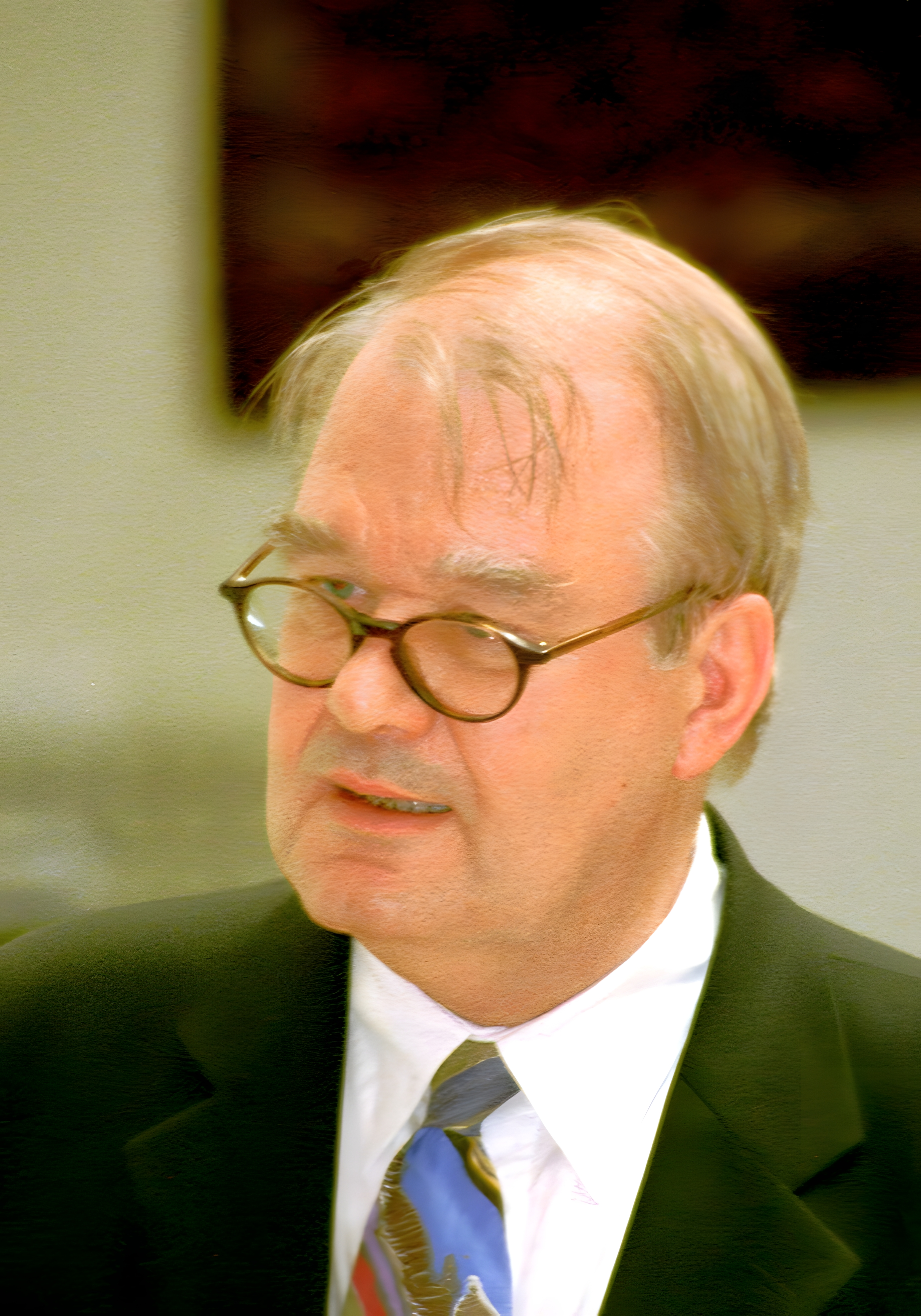
Jens Kröger bei der öffentlichen Verabschiedung von Volkmar Enderlein und Uta Tyroller im Mschattasaal des Museums für Islamische Kunst

Jens Kröger (* 21. April 1942 in Magdeburg) ist ein deutscher Kunsthistoriker, spezialisiert auf das Gebiet der islamischen Kunst.
Aufgewachsen in Kairo und Teheran, studierte Kröger nach dem Abitur 1964 zunächst Kunstgeschichte und Klassische Archäologie in Hamburg und ging 1966 an die FU Berlin, wo er Kunstgeschichte, Islamwissenschaft und Vorderasiatische Archäologie studierte. 1978 wurde er mit einer Arbeit zum sasanidischen Stuck promoviert. Von 1985 bis zu seinem Ruhestand 2007 war er Kustos am Museum für Islamische Kunst in Berlin.

## Veröffentlichungen (Auswahl)
- Sasanidischer Stuckdekor. Ein Beitrag zum Reliefdekor aus Stuck in sasanidischer und frühislamischer Zeit nach den Ausgrabungen von 1928/9 und 1931/2 in der sasanidischen Metropole Ktesiphon (Iraq) und unter besonderer Berücksichtigung der Stuckfunde vom Taht-i Sulaiman (Iran), aus Nizamabad (Iran) sowie zahlreichen anderer Fundorte. Mit Zeichnungen von Gerhild Kröger-Hachmeister. (Deutsches Archäologisches Institut, Abteilung Baghdad, Baghdader Forschungen vol. 5), XIII, 298 pp., 104 Illustrationen. Zabern, Mainz 1982, ISBN 3-8053-0475-7  (= Dissertation).
- Glas (= Berlin, Staatliche Museen Preußischer Kulturbesitz, Museum für Islamische Kunst. Band 1). Zabern, Mainz 1984, ISBN 3-8053-0574-5.
- Nishapur. Glass of the early Islamic period. New York, The Metropolitan Museum of Art 1995, XII p., 256 pp., 316 Illustrationen.
- Das Berliner Museum für Islamische Kunst als Forschungsinstitution der Islamischen Kunst im 20. Jahrhundert. In: XXX. Deutscher Orientalistentag, Freiburg, 24.–28. September 2007. Ausgewählte Vorträge, herausgegeben im Auftrag der DMG von Rainer Brunner, Jens Peter Laut und Maurus Reinkowski. 2009. ISSN 1866-2943 (PDF; 692 kB).
- mit Julia Gonnella (Hrsg.): Wie die islamische Kunst nach Berlin kam. Der Sammler und Museumsdirektor Friedrich Sarre (1865-1945). Reimer, Berlin 2015, ISBN 978-3-496-01544-4.